# Rue Henri-Delacroix
La rue delacroix est une rue de la commune de Reims, dans le département de la Marne, en région Grand Est.

## Situation et accès
La rue Delacroix est comprise entre la rue Payen et la rue Chabaud. La rue appartient administrativement au quartier Centre-ville de Reims. Elle est à sens unique avec une voie à contresens cycliste.

## Origine du nom
Cette rue a été baptisée en 1892 en l’honneur d'un médecin né à Châlons le 4 avril 1842 qui a ouvert une clinique ophtalmologique à Reims. Il est issu d'une famille de médecin et servi comme aide médecin major lors de la guerre de 1870 à Sedan et à Paris. Il est mort le 23 aout 1890 à Verzy.

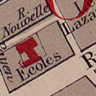
En 1898 la Rue nouvelle.

## Historique
L'école sainte-Madeleine et Cercle rémois d'arts martiaux y ont leur entrée.